# La Descente du Christ dans les limbes
La Descente du Christ dans les limbes (en italien : Discesa di Cristo al Limbo) est un tableau, datant de 1530-1535, du peintre Domenico Beccafumi. Il est  conservé aujourd'hui à la Pinacothèque nationale de Sienne  dans la salle des grands maîtres siennois (I Grandi Maestri Senesi).

## Historique
Le retable est l'une des dernières œuvres (avec la Nativité de Saint-Martin et la Sainte Famille avec le petit saint Jean et l'agneau) commandées par la famille Beccafumi Marsili pour la chapelle de la famille dans la basilique Saint-François  de Sienne. 
En 1655, la peinture fut endommagée lors de l'incendie et l'église porte encore des traces dans la partie sous l'arche. Giorgio Vasari la vit et remarqua la singularité des figures propre à ce qu'on appellera plus tard le « maniérisme ». Il en existe au musée des Offices un dessin préparatoire et une esquisse.

## Thème
Les Limbes des patriarches, entre le Paradis, l'Enfer et le Purgatoire,  lieu des âmes des morts d'avant la Résurrection de Jésus, sont visitées par lui entre le Vendredi saint et le  dimanche jour de Pâques, selon la première épître de Pierre, laquelle indique que Jésus « est allé prêcher aux esprits en prison » (3:19), un épisode nommé aussi Descente aux Enfers. Il ne s'agit donc pas des Limbes des enfants (lieu des âmes des enfants morts sans baptême), absents dans la scène représentée.

## Description
Dans un décor architectural dégradé et souterrain (le sol et des arbres décharnés figurent en haut du tableau, une ouverture se profile au fond sous une arcade) le Christ, en position centrale gauche, se tient debout soutenant de l'avant bras la hampe de son étendard blanc à croix rouge ; debout, il soutient de ses mains un vieillard presque encore agenouillé se relevant et tendant le visage vers lui ; d'autres figures âgées les entourent vers la droite, vers le fond. Des figures angéliques ou saintes voire allégoriques les accompagnent (Adam et  Ève à droite, le roi David, La divinité du Fleuve au sol, saint Jean Baptiste au fond guidant les âmes).
À gauche en haut de l'escalier de quelques marches d'où vient le Christ, devant une ouverture, se tient un personnage (Dismas, le bon larron ?) portant la Croix ; la porte enfoncée est visible au sol tombée sur un démon aux mains crochues encore accrochées au bois.

## Analyse
Les postures maniéristes soulignées par Vasari emplissent le tableau : Dismas à gauche, les jambes croisées, appuyé sur le montant de la croix, le Christ en contrapposto équilibriste, le personnage féminin (Ève ?)  à droite les bras « en pudeur », la figure au long cou du personnage masculin (Adam ?) émergeant du cadre plus à droite encore, la figure allégorique très « michelangelesque » au sol, en allégorie du Fleuve. Les figures au sol à droite sont plus énigmatiques  (figure féminine isolée sur son fond noir, homme barbu portant des ailes d'anges ou de démon ?). La figure du démon sous la porte tombée est singulière car renversée (et elle n'est pas plus déchiffrable quand on retourne son image).

## Iconographie
Andrea di Firenze pour la Chapelle des Espagnols avait utilisé  les mêmes détails iconographiques du genre vers 1365 : 
- porte tombée sur le démon,
- Jésus devant la porte portant sa bannière,
- assemblée des âmes mais aussi présence de figures saintes auréolées,
- grotte voutée,
- reliefs d'architecture,
- démons contemplant la scène de loin.

Chez Giotto di Bondone (Santa Croce, « Scènes de la vie du Christ », panneaux dispersés), la scène, même réduite dans son expression car élément d'un polyptyque, rassemble les mêmes détails (porte, bannière, grotte, démon...).
Ce sujet est le seul sujet traité d'ordre sacré  chez Cézanne  (mur d'un salon privé, puis Musée d'Orsay). Il fut inspiré  d'une œuvre de Sebastiano del Piombo  à la  composition identique.